# Christoph Probst

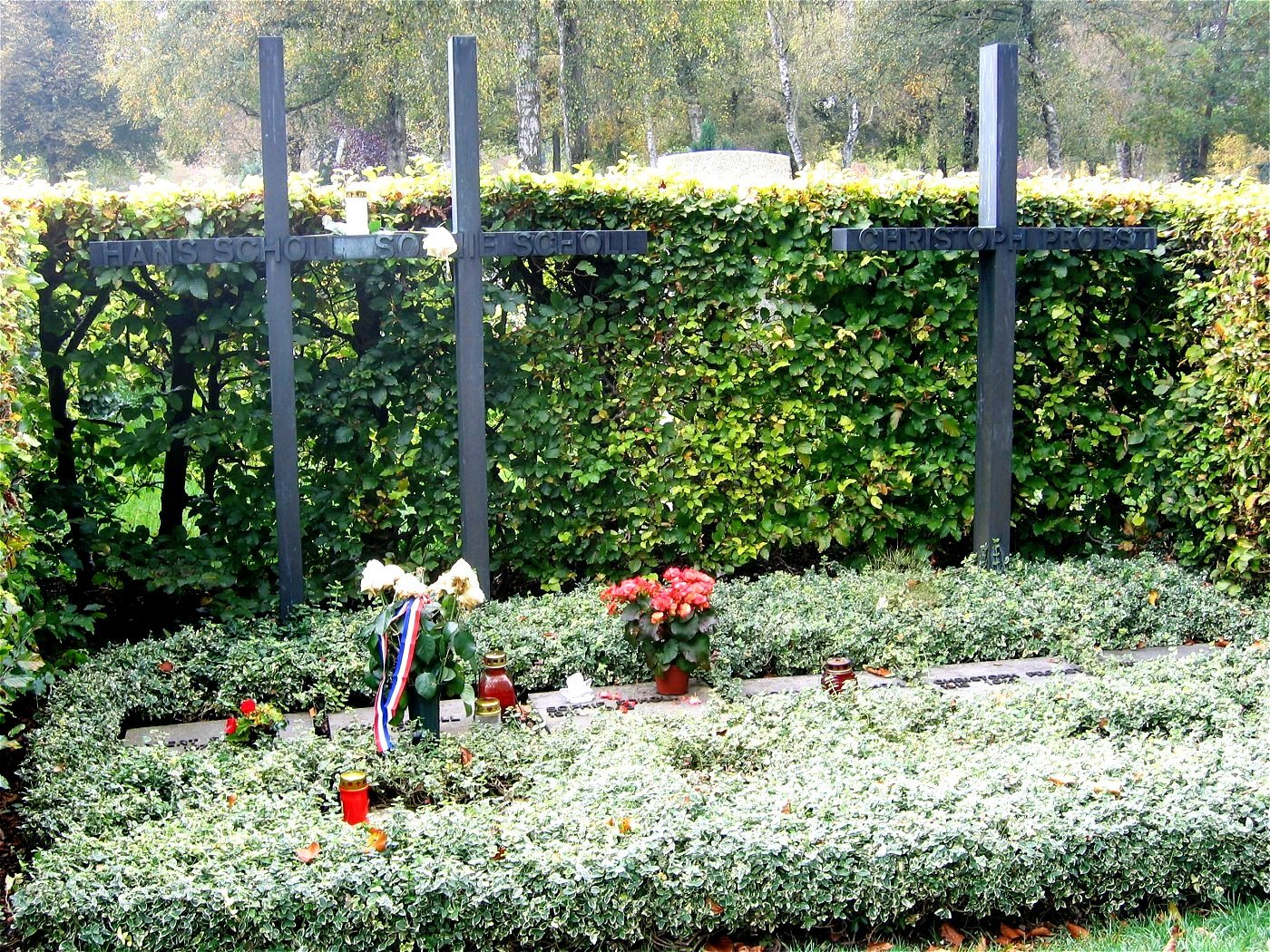
De graven van Christoph Probst alsmede Sophie en Hans Scholl op de begraafplaats Am Perlacher Forst in München

Christoph Hermann Ananda Probst (Murnau am Staffelsee, 6 november 1919 - München-Stadelheim 22 februari 1943) was een liberaal en later rooms-katholiek student medicijnen en lid van de verzetsgroep Weiße Rose.

## Overzicht
De „Weiße Rose“ was een verzetsgroep in München in de tijd van het nationaalsocialisme. De groep bestond uit studenten van de Ludwig Maximilians-Universiteit; deze werd in juni 1942 opgericht en verspreidde pamfletten tegen de oorlogspolitiek van de nazi's. Christoph Probst hoorde met Hans en Sophie Scholl, Willi Graf en Alexander Schmorell tot de kern van de groep, waartoe ook professor Kurt Huber hoorde.
De leden van de Weiße Rose schreven, drukten en verspreidden met gevaar voor hun leven in totaal zes pamfletten. Op 18 februari 1943 probeerden Hans en Sophie Scholl het laatste pamflet te verspreiden. Zij werden echter door de conciërge ontdekt en aan de Gestapo overgeleverd. Hans en Sophie Scholl werden samen met Christoph Probst door het Volksgerichtshof onder leiding van Roland Freisler ter dood veroordeeld. Op 22 februari werd het doodvonnis met de guillotine voltrokken in de gevangenis Stadelheim.
Het graf van de drie veroordeelden bevindt zich op de begraafplaats Am Perlacher Forst, dat grenst aan de gevangenis (grafnr. 73-1-18/19). Christoph Probst was getrouwd en vader van drie kinderen, Michael (1940-2010), Vincent (1941) en Katja (1943-1959).

## Biografie
Probst was een zoon uit een relatief welgestelde familie. Door zijn vader Hermann Probst (1886 - 1936), een gepromoveerd chemicus, werd hij in culturele en religieuze vrijheid opgevoed. Hermann Probst was thuis in het Sanskriet, hield zich bezig met Indische filosofie en onderhield contacten met kunstenaars die in de tijd van het nationaalsocialisme als Entartet golden. Na de scheiding van zijn eerste vrouw, Christoph Probsts moeder Katharina von der Bank, trouwde hij met de joodse Elise Jaffée-Rosenthal. Christoph Probst stond al op jonge leeftijd zeer kritisch tegenover het nationaalsocialisme.
Vanaf 1932 ging Probst naar het internaat in Marquartstein, waar de ideeën van het nationaalsocialisme op afstand werden gehouden. In 1935 bezocht hij samen met Alexander Schmorell het Neue Realgymnasium in München. Na de zelfmoord van zijn vader in mei 1936, ging hij naar het internaat in Schondorf, waar hij in 1937 zijn middelbareschooltijd afrondde. Na de Arbeitsdienst en militaire dienst bij de Luftwaffe in Oberschleißheim begon hij in de zomer van 1939 aan zijn medicijnenstudie te München, Straatsburg en Innsbruck. Op 21-jarige leeftijd trouwde hij met Herta Dohrn. Christoph Probst kwam niet onmiddellijk in aanraking met de Weiße Rose, omdat hij niet in dezelfde studentencompagnie zat als Hans Scholl, Alexander Schmorell en Willi Graf. Ook bij de andere activiteiten bleef hij op de achtergrond, omdat hij zijn verantwoordelijkheid tegenover zijn gezin voelde. Probst had een concept voor het zevende pamflet geschreven. Hans Scholl had dit handgeschreven concept bij zich toen hij aangehouden werd. Dit handgeschreven concept was een belangrijk bewijsstuk in het proces tegen de Weiße Rose. Probst vroeg tijdens het proces vergeefs om genade vanwege zijn gezin en zijn vrouw die op dat moment aan kraamvrouwenkoorts leed. Hans en Sophie Scholl probeerden ook zo veel mogelijk schuld op zich te nemen om Probst te redden.
Kort voor zijn executie liet Probst zich katholiek dopen.

## Vernoeming
Tegenover bijna 200 scholen die naar Hans en Sophie Scholl zijn vernoemd zijn er twee scholen met de naam van Christoph Probst:
- de Christoph-Probst-Realschule in Neu-Ulm
- het Christoph-Probst-Gymnasium in Gilching

Ook is in Duitsland een aantal straten naar Christoph Probst vernoemd.

## Boek
Door het Christoph-Probst-Gymnasium in Gilching is een biografie uitgegeven:
- Robert Volkmann, Gernot Eschrich und Peter Schubert: …damit Deutschland weiterlebt. Christoph Probst 1919-1943 (Christoph-Probst-Gymnasium) Gilching 2000. ISBN 3-000070-34-6